# Subóxido
Un subóxido es una clase de óxido donde el elemento electropositivo se encuentra en exceso en relación con los óxidos “normales”. Cuando el elemento electropositivo es un metal, los compuestos son referidos en ocasiones como “ricos en metal”. Así, el óxido normal del cesio es Cs2O, el cual es descrito como una sal de Cs+ y O2−; un subóxido del cesio es Cs11O3, donde la carga en el Cs es claramente menor que 1+, pero el óxido es aún descrito como O2−. Los subóxidos típicamente presentan un enlazamiento extenso entre el elemento electropositivo, conduciendo a menudo a clústers.
Ejemplos de subóxidos incluyen:
- Subóxido de carbono, C3O2;
- Subóxido de boro, B6O;
- Subóxido de rubidio, Rb9O2;
- Subóxido de silicio, SiOx (x < 2)

## Subóxidos que contienen metales
Los subóxidos son intermediarios en la ruta que forma a un óxido normal. Los subóxidos son en ocasiones visibles cuando ciertos metales se exponen a pequeñas cantidades de oxígeno:
22 Cs  +  3 O2  →  2 Cs11O3
4 Cs11O3  +  5 O2  →  22 Cs2O
varios subóxidos del cesio y rubidio han sido caracterizados mediante cristalografía de rayos X. A partir de 1997, el inventario incluye lo siguiente: Rb9O2, Rb6O, Cs11O3, Cs4O, Cs7O, Cs11O3Rb, Cs11O3Rb2, y Cs11O3Rb3.
Generalmente son compuestos coloridos lo que indica una grado de deslocalización electrónica. El Cs7O tiene una celda unitaria que contiene un clúster de Cs10O3 y 10 átomos de Cs. El clúster puede ser visualizado como si estuviera compuesto de tres octaedros que comparten caras. En la imagen debajo, los átomos de cesio son púrpuras y los átomos de oxígeno son rojos. La distancia Cs-Cs en el clúster es de 376 pm, la cual es menor que la distancia Cs-Cs de 576 pm en el metal. El Rb9O2 y el Rb6O contienen ambos el clúster Rb9O2, que puede ser visualizado como dos octaedros que comparten caras. El Rb6O puede ser formulado como (Rb9O2)Rb3. La distancia Rb-Rb en el clúster es de 352 pm la cual es más corta que la distancia de 485 pm en el metal. Se sugiere que los subóxidos de cesio juegan un papel en los fotocátodos de Ag-O-Cs (S1) y el multialcalino Na-K-Sb-Cs.
|                  |                   |
| Clúster de Rb9O2 | Clúster de Cs11O3 |

## Subóxido de carbono
El subóxido de carbono adopta una estructura sin complicaciones. Así como para los cumulenos orgánicos relacionados, por ejemplo la cetena (C3O2), obedece la regla del octeto.

## Compuestos relacionados
También se conocen los subnitruros, por ejemplo el subnitruro de carbono, o el Na16Ba6N que asemeja a un clúster octaédrico centrado en el nitruro de seis átomos de bario embebidos en una matriz de sodio.